# يهيل شيرمان
يهيل شيرمان (بالعبرية : יהל שרמן ، ولد في 12 مايو، 1976) هو موسيقي إسرائيلي و منتج دي جي. بدأ حياته المهنية في سن ال 14.

## من اغانيه
- Yahel - Bomb Creator
- Dj Yahel - Inta Omri

Yinon Yahel Feat.
- Jesse Labelle - Shine*
- Yahel - Voyage
- yahel-soul
- yahel - intelligent life

## روابط خارجية
- يهيل شيرمان على موقع ميوزك برينز (الإنجليزية)
- يهيل شيرمان على موقع ميوزك برينز (الإنجليزية)
- يهيل شيرمان على موقع أول ميوزيك (الإنجليزية)
- يهيل شيرمان على موقع ديسكوغز (الإنجليزية)